# Litoria castanea
Litoria castanea é uma espécie de rã da família Hylidae. É endémica da Austrália.
O seu habitat natural inclui pastagens temperadas, rios, rios intermitentes, pântanos, lagos de água doce permanentes e intermitentes, marismas de água doce permanentes e intermitentes, e charcos. Está ameaçado por perda de habitat.
Distingue-se da Litoria moorei, um membro do complexo de espécies da Litoria aurea, por uma marcas cor creme nas ancas. A coloração geral é verde-pálida e as manhas escuras até pretas são realçadas por manchas bronzeadas.
Os dedos são inteiramente unidos por membrana interdigital, pois a espécie prefere ficar em corpos de água permanentes.
A espécie enfrenta vários factores que podem levar à sua extinção, está ameaçada criticamente por mudanças no uso da terra, primariamente agricultura. O número estimado de indivíduos sobreviventes é menor que 4000, pensava-se extinta desde 1975, mas foi vista em 2010 em uma floresta do estado de Nova Gales do Sul na Austrália.